# 愛のメッセージ
『愛のメッセージ』（あいのメッセージ）とは、フジテレビのイメージソングである。阿久悠（作詞）、都倉俊一（作曲）により手がけられ、フジテレビのキャッチフレーズが「母と子のフジテレビ」だった時代の末期から1980年代半ばに使われた。

## 概要
当時一般から募集した若年層のコーラス（『ラブ・メッセンジャーズ』名義）により歌われた。音源製作は同系列のキャニオン・レコード（現：ポニーキャニオン）により行われ、同社からフルコーラス版の7インチシングル盤も発売されていた（カップリングはカラオケを収録）。なお、テレビ番組ではフジテレビのアナウンサーによるコーラスで歌われた。
1978年4月から1981年3月の間は放送開始時（オープニング）、1978年4月から1984年3月の間は放送終了時（クロージング）にも流された。また1970年代末期の『FNS歌謡祭』のエンディングや、1980年前後の『オールスター春秋の祭典スペシャル』（『オールスター家族対抗歌合戦』形式で行われる期首特番）のエンディングでも歌われていた。しかし1986年4月に現在の目玉マークが導入されて以降、使用機会が激減した。
フジテレビの河田町本社からの最終放送日となる1997年3月9日のクロージングの冒頭でも一部分が放送された。